# Correlacions de Bose–Einstein
En física, les correlacions de Bose–Einstein són correlacions entre bosons idèntics. Tenen aplicacions importants en astronomia, òptica, física de partícules i nuclear.
La interferència entre dues (o més) ones estableix una correlació entre aquestes ones. En la física de partícules, en particular, on a cada partícula hi ha associada una ona, trobem interferències i correlacions entre dues (o més) partícules, descrites matemàticament per funcions de correlació de segon ordre o superior. Aquestes correlacions tenen propietats força específiques per a partícules idèntiques. A continuació, distingim les correlacions de Bose-Einstein per als bosons i les de Fermi-Dirac per als fermions. Mentre que a les correlacions de segon ordre de Fermi-Dirac les partícules estan antiagrupades, a les correlacions de Bose-Einstein (BEC) estan agrupades. Una altra distinció entre la correlació de Bose-Einstein i Fermi-Dirac és que només BEC pot presentar coherència quàntica.
En òptica es diu que dos feixos de llum interfereixen de manera coherent, quan la diferència de fase entre les seves ones és constant; si aquesta diferència de fase és aleatòria o canviant els feixos són incoherents.
La superposició coherent de les amplituds d'ona s'anomena interferència de primer ordre. En analogia amb això tenim la interferència d'intensitat o segon ordre de Hanbury Brown i Twiss (HBT), que generalitza la interferència entre amplituds a la entre quadrats d'amplituds, és a dir, entre intensitats.
En òptica, la interferometria d'amplitud s'utilitza per a la determinació de longituds, irregularitats superficials i índexs de refracció; l'interferometria d'intensitat, a més de presentar en determinats casos avantatges tècnics (com l'estabilitat) en comparació amb la interferometria d'amplitud, permet també la determinació de la coherència quàntica de les fonts.
Les correlacions de Bose-Einstein dels hadrons també es poden utilitzar per a la determinació de la coherència quàntica en interaccions fortes. Detectar i mesurar la coherència en les correlacions de Bose-Einstein en física nuclear i de partícules ha estat una tasca bastant difícil, perquè aquestes correlacions són bastant insensibles fins i tot a grans barreges de coherència, a causa d'altres processos competitius que podrien simular aquest efecte i també perquè sovint els experimentalistes. no van utilitzar el formalisme adequat en la interpretació de les seves dades.